# Трапецовиден мускул
Трапецовидният мускул (Musculus trapezius) е мускулна плоча с триъгълна форма, разположена в горната част на гърба. Той се захваща за лопатковото бодило, раменния израстък на лопатката и раменния край на ключицата. В зависимост от това той се разделя на три части:
- Горна – с низходяща посока на мускулните влакна
- Средна – с хоризонтална посока на мускулните влакна
- Долна – с възходяща посока на мускулните влакна

При съкращаване на мускулните влакна, двете лопатки се доближават една до друга или раменният пояс се повдига нагоре.